# Große Birken
Große Birken (amtlich: Birken große) ist ein Gemeindeteil der Stadt Stadtsteinach im Landkreis Kulmbach (Oberfranken, Bayern). Große Birken liegt in der Gemarkung Schwand.

## Geografie
Die Einöde liegt südöstlich der Schwander Höhe (610 m ü. NHN) an der Staatsstraße 2195, die an Kleine Birken vorbei im Tal des Schindelbaches nach Unterzaubach zur Bundesstraße 303 (4,3 km südwestlich) bzw. nach Presseck (3,1 km nordöstlich) verläuft. Eine Gemeindeverbindungsstraße führt nach Römersreuth (0,7 km südwestlich).

## Geschichte
Gegen Ende des 18. Jahrhunderts bestand Birken (Große Birken) aus einem Anwesen. Das Hochgericht übte das bambergische Centamt Stadtsteinach aus. Das Kastenamt Stadtsteinach war Grundherr des Wirtshauses. Dieses befand sich genau auf halber Strecke des Vicinalweges von Stadtsteinach nach Presseck.
Mit dem Gemeindeedikt wurde Große Birken dem 1808 gebildeten Steuerdistrikt Schwand und der im gleichen Jahr gebildeten Ruralgemeinde Schwand zugewiesen. Am 1. Januar 1974 wurde Große Birken im Rahmen der Gebietsreform in die Gemeinde Stadtsteinach eingegliedert.

### Einwohnerentwicklung
| Jahr      | 001818 | 001819 | 001861 | 001871 | 001885 | 001900 | 001925 | 001950 | 001961 | 001970 | 001987 |
| Einwohner |        | 7 *    | 11 *   | 10 *   | 17 *   | 7      | 5      | 9      | 7      | 13     | 0      |
| Häuser    | 1      |        |        |        | 2 *    | 1      | 1      | 1      | 1      |        | 1      |
| Quelle    | [ 7 ]  | [ 10 ] | [ 11 ] | [ 12 ] | [ 13 ] | [ 14 ] | [ 15 ] | [ 16 ] | [ 17 ] | [ 18 ] | [ 1 ]  |

## Religion
Große Birken ist katholisch geprägt und nach St. Bartholomäus (Wartenfels) gepfarrt.